# Лето (песня Майка Науменко)
«Лето» — песня советского рок-музыканта Майка Науменко, посвящённая другому рок-музыканту — Виктору Цою. На момент написания песни Майк и Цой были близкими товарищами, а сама песня записана в стилистике ранних композиций группы «Кино». Использована музыка «Битлз» — песня «Do You Want to Know a Secret» с пластинки Please Please Me.

## Основные сведения
Песня была сочинена Майком, как пародия на песню Цоя «Весна» (которая была написана осенью 1981 года), предположительно, летом 1982 года. Во время записи композиции Майку помогал Борис Гребенщиков, с которым они дружили с середины 1970-х годов. Б. Г. исполнил дополнительную вокальную партию (без слов), которая сопровождала основной вокал Майка. Позже, во время квартирников, совместных с Виктором Цоем, эту партию доводилось петь самому Цою.
Именно на этот период (1982—1985 годы) приходится запись первых альбомов группы «Кино», в частности, альбома «45» (1982) (см. также 45 (альбом)#История создания песен). Михаил Науменко и Борис Гребенщиков помогали Виктору Цою и Алексею Рыбину в записи песен, будучи, своего рода, «старшими товарищами». Майк упоминал в интервью, что в процессе записи придумал слово «мама» к припеву песни Цоя «Бездельник».

## Композиция песни
В песне восемь коротких куплетов, каждый из которых начинается со слова «лето». В тексте прослеживается лёгкая ирония, о чём автор нередко напоминал, объясняя, что был очарован песней Цоя «Весна», в которой присутствует строчка «…Весна! И я уже не грею пиво…». Видимо[уточнить], поэтому первые строчки песни звучат так: «Лето! Я изжарен, как котлета…».
Также в песне присутствует строчка «Время есть, а денег нету», что является отсылкой к другой не менее известной песне Цоя «Время есть, а денег нет».
Последние два куплета песни звучат выше на тон (использован приём модуляции).

## Участники записи
- Майк Науменко — вокал, гитара, бас-гитара, драм-машина
- Борис Гребенщиков — бэк-вокал, лид-гитара
- Игорь Гудков — звукоинженеринг

## Кавер-версии
На сегодняшний день существует несколько самых известных кавер-версий песни «Лето». Первая — в исполнении группы «Крематорий». Вторая — в исполнении Земфиры. Кроме того, существует панк-версия песни, записанная группой НАИВ.
В 2018 году Рома Зверь записал кавер-версию песни для фильма Кирилла Серебренникова «Лето», в котором сыграл Майка Науменко.